# Осе (гміна)
Гміна Осе (пол. Gmina Osie) — сільська гміна у північній Польщі. Належить до Свецького повіту Куявсько-Поморського воєводства.
Станом на 31 грудня 2011 у гміні проживало 5409 осіб.

## Площа
Згідно з даними за 2007 рік площа гміни становила 209.61 км², у тому числі:
- орні землі: 21.00%
- ліси: 69.00%

Таким чином, площа гміни становить 14.23% площі повіту.

## Населення
Станом на 31 грудня 2011:
| Опис     | Загалом | Загалом | Чоловіки | Чоловіки | Жінки | Жінки |
| -------- | ------- | ------- | -------- | -------- | ----- | ----- |
| одиниця  | осіб    | %       | осіб     | %        | осіб  | %     |
| все      | 5409    | 100     | 2684     | 49.62    | 2725  | 50.38 |
| міське   | 0       | 100     | 0        |          | 0     |       |
| сільське | 5409    | 100     | 2684     | 49.62    | 2725  | 50.38 |

## Сусідні гміни
Гміна Осе межує з такими гмінами: Цекцин, Джицим, Єжево, Льняно, Осек, Шлівіце, Варлюбе.